# Stora Ånsjön
Stora Ånsjön är en sjö i Hällefors kommun i Västmanland och ingår i Norrströms huvudavrinningsområde. Sjön är 3,2 meter djup, har en yta på 0,292 kvadratkilometer och befinner sig 147,1 meter över havet.

## Delavrinningsområde
Stora Ånsjön ingår i det delavrinningsområde (662345-144704) som SMHI kallar för Utloppet av Lilla Grängen. Medelhöjden är 219 meter över havet och ytan är 38,56 kvadratkilometer. Räknas de 8 avrinningsområdena uppströms in blir den ackumulerade arean 239,33 kvadratkilometer. Dyltaån (Bornsälven) som avvattnar avrinningsområdet har biflödesordning 3, vilket innebär att vattnet flödar genom totalt 3 vattendrag innan det når havet efter 252 kilometer. Avrinningsområdet består mestadels av skog (77 procent). Avrinningsområdet har 3,4 kvadratkilometer vattenytor vilket ger det en sjöprocent på 8,8 procent.